# Dick Jones
Dick „Dickie“ Jones (* 25. Februar 1927 in Snyder, Texas als Richard Percy Jones; † 7. Juli 2014 in Northridge, Kalifornien) war ein US-amerikanischer Schauspieler und Synchronsprecher. Er sprach die Titelfigur im Zeichentrickklassiker Pinocchio (1940) und wurde dafür zur Disney-Legende ernannt.

## Leben und Karriere
Dickie Jones wurde als Sohn eines Journalisten in Texas geboren. Vor allem seine Mutter führte ihn schon früh an das Showgeschäft heran und bereits im Alter von fünf Jahren trat er in den Rodeoshows des Westernstars Hoot Gibson auf. Gibson schlug den Eltern vor, es bei ihrem Sohn mit einer Karriere in Hollywood zu versuchen. 1934 gab er dort sein Filmdebüt und übernahm in den folgenden Jahren vor allem Nebenrollen in mehreren Kurzfilmen der Kleinen Strolche sowie verschiedenen B-Western. Im Laufe seiner Karriere spielte er kleinere Rollen unter bedeutenden Regisseuren wie Frank Capra (Mr. Smith geht nach Washington), Billy Wilder (Der Major und das Mädchen) und Ernst Lubitsch (Ein himmlischer Sünder). Bekannt wurde er allerdings vor allem als Originalstimme von Pinocchio im gleichnamigen Zeichentrickklassiker aus dem Jahre 1940. Dabei lieh er Pinocchio nicht nur seine Stimme, sondern man glich auch Pinocchios Aussehen an Jones’ an. 2009 kommentierte er seine Erlebnisse auf der DVD-Ausgabe des Filmes.
Im Alter von 15 Jahren übernahm er für einige Monate die Rolle des Henry Aldrich in der populären Radio-Sitcom The Aldrich Family, welche zwischen 1939 und 1953 gesendet wurde. Gegen Ende des Zweiten Weltkrieges diente er für die amerikanische Armee in Alaska. Im Jahre 1949 kehrte Jones nach fünf Jahren wieder auf die Leinwand zurück, wurde jedoch außerhalb von kleineren Western nur in unbedeutenden Nebenrollen eingesetzt. Mehr Erfolg hatte er im Fernsehen mit den Hauptrollen in den Westernserien The Range Rider und Buffalo Bill, Jr. während der 1950er-Jahre. Nachdem er zusehends weniger Rollen erhalten hatte, zog er sich gegen Ende der 1950er-Jahre zunehmend aus dem Schauspielgeschäft zurück und übernahm bis 1975 nur noch sporadisch Filmauftritte. Insgesamt wirkte er an über 100 Film- und Fernsehproduktionen mit.
Ab dem Jahr 1959 begann er als Immobilienmakler zu arbeiten und gründete 1992 seine eigene Firma. Dick Jones starb im Juli 2014 im Alter von 87 Jahren in seinem Haus an den Folgen eines Sturzes. Er war von 1948 bis zu seinem Tod mit Betty Jones verheiratet; sie bekamen vier Kinder.

## Filmografie (Auswahl)
- 1934: Wonder Bar
- 1934: Die kleinen Strolche – Washee Ironee (Kurzfilm)
- 1934: Laurel und Hardy: Rache ist süß (Babes in Toyland)
- 1934: Life Returns
- 1935: Westwärts! (Westward Ho!)
- 1935: Die kleinen Strolche – Our Gang Follies of 1936 (Kurzfilm)
- 1935: O’Shaughnessy’s Boy
- 1936: Sutter’s Gold
- 1936: Der kleine Lord (Little Lord Fauntleroy)
- 1937: Geheimbund Schwarze Legion (Black Legion)
- 1937: Stella Dallas
- 1937: Love Is on the Air
- 1937: Die kleinen Strolche – Our Gang Follies of 1938 (Kurzfilm)
- 1937: Ready, Willing and Able
- 1938: Bei mir bist du schön (Love, Honor and Behave)
- 1939: Sergeant Madden
- 1939: Der junge Mr. Lincoln (Young Mr. Lincoln)
- 1939: On Borrowed Time
- 1939: Mr. Smith geht nach Washington (Mr. Smith Goes to Washington)
- 1939: Der große Bluff (Destry Rides Again)
- 1940: Pinocchio (Sprechrolle)
- 1940: Goldschmuggel nach Virginia (Virginia City)
- 1940: Treck nach Utah (Brigham Young)
- 1940: The Howards of Virginia
- 1940: Knute Rockne, All American
- 1942: The Vanishing Virginian
- 1943: Geächtet (The Outlaw)
- 1943: Ein himmlischer Sünder (Heaven Can Wait)
- 1944: Die Abenteuer Mark Twains (The Adventures of Mark Twain)
- 1948: The Strawberry Roan
- 1949: Kesselschlacht (Battleground)
- 1949: Du warst unser Kamerad (Sands of Iwo Jima)
- 1949/1950: The Lone Ranger (Fernsehserie, 2 Folgen)
- 1950: Herr der rauhen Berge (Rocky Mountain)
- 1950–1954: The Gene Autry Show (Fernsehserie, 10 Folgen)
- 1951: Das letzte Fort (Fort Worth)
- 1951–1953: The Range Rider (Fernsehserie, 78 Folgen)
- 1954: Attila, die Geißel Gottes (Attila)
- 1954: Die Brücken von Toko-Ri (The Bridges at Toko-Ri)
- 1955–1956: Buffalo Bill jr. (Fernsehserie, 42 Folgen)
- 1956: The Wild Dakotas
- 1958: Die Drogenfalle (The Cool and the Crazy)
- 1960: Shadow of the Boomerang
- 1965: Der Schnellste Colt von River Falls (Requiem for a Gunfighter)
- 1975: Der Junge und sein Hund (A Boy and His Dog)

## Auszeichnungen
- 1960: Stern auf dem Hollywood Walk of Fame in der Kategorie Fernsehen
- 2000: Ernennung zur Disney Legend (dt.: Disney-Legende)